# Metamora (Illinois)
Metamora – wieś w Stanach Zjednoczonych, w stanie Illinois, w hrabstwie Woodford.